# Bataille d'Angamos
Pour les articles homonymes, voir Angamos.
Guerre du Pacifique
Batailles
Campagne navale
- Chipana
- Iquique
- Punta Gruesa
- Antofagasta (1re)
- Antofagasta (2e)
- Rímac
- Angamos
- Pilcomayo
- Arica (1re)
- Arica (2e)
- Callao

Campagne terrestre
- Topáter
- San Francisco
- Tarapacá
- Los Ángeles
- Alto de la Alianza (Tacna)
- Arica
- Chorrillos
- Miraflores
- Lima
- San Pablo
- Pachia
- La Concepción
- Huamachuco

La bataille d'Angamos est un combat naval qui eut lieu entre la Marine péruvienne et la Marine chilienne au large de Punta Angamos, le 8 octobre 1879. Lors de celui-ci, une escadre chilienne parvient à capturer le monitor péruvien Huáscar. Cette bataille décisive met fin aux raids du monitor et permet au Chili de contrôler le théâtre naval de la guerre du Pacifique qui oppose les deux pays.

## Contexte
Une fois la guerre déclarée (1er mars 1879) par la Bolivie, le Pérou son allié et le Chili ont suivi des stratégies différentes pour atteindre leurs objectifs politiques. L'escadre chilienne recherchait une bataille décisive pour affirmer les avantages techniques de ses frégates blindées les plus modernes et les plus grandes. 
Le Pérou, conscient de son infériorité dans le matériel de guerre, utilise une stratégie dynamique et audacieuse, évitant une confrontation défavorable et cherchant à rendre impossible l'approvisionnement et le transport des troupes du Chili.
Si la stratégie péruvienne était audacieuse au début, après la perte de l'Independencia, elle était trop risquée, car le Huáscar avait reçu l'ordre de poursuivre ses attaques sur les lignes d'approvisionnement chiliennes dans des circonstances telles qu'en cas de perte ou de capture, la dernière défense de la côte péruvienne serait détruite.
Bien que les navires péruviens Huáscar et Unión, et les chiliens Almirante Cochrane, Almirante Blanco Encalada, O'Higgins, Loa, Covadonga et Matías Cousiño aient été présents lors de ces événements, les actions concrètes, n'ont concerné que le Huáscar et deux navires chiliens : l'Almirante Cochrane qui l'a endommagé et le Blanco Encalada en fin de combat. 
Le Covadonga qui était près du Blanco Encalada n'a pas eu de participation significative à l'attaque du Huáscar, tandis que le O'Higgins et le Loa se sont limités à chasser la corvette l'Unión, qu'ils n'ont pas réussi à capturer en raison de sa vitesse supérieure. Le Matías Cousiño était seulement un navire de ravitaillement non armé qui fournissait du charbon à l'escadre chilienne.
Ce combat naval a mis un point final décisif à la guerre navale qui a favorisé le Chili, mettant fin aux raids des navires péruviens sur les routes de ravitaillement maritime. Une fois le monitor Huáscar capturé, cela a donné au Chili le contrôle définitif de la mer et l'opportunité de projeter adéquatement ses forces militaires sur le territoire péruvien.

## Déroulement

### La chasse duHuáscar
Le moniteur péruvien Huáscar en était à sa 4e expédition le long des côtes chiliennes avec la corvette Unión, au sein d'un convoi commandé par le contre-amiral Miguel Grau Seminario. Les deux navires ont été vus au sud de Huasco le 4 octobre au matin et la nouvelle a atteint Antofagasta - ville péruvienne occupée par les Chiliens depuis le 14 février 1879 - et Santiago par télégraphe. 
Le 6 octobre, le réseau télégraphique chilien a signalé que les navires péruviens se trouvaient à Chañaral et naviguaient vers le nord. Des navires péruviens ont aperçu des lumières dans la nuit du 7 octobre à Antofagasta et le Huáscar est entré dans le port à 1 h, mais ne trouvant aucun navire chilien, s'est retiré à 2 h et a retrouvé l'Unión à Punta Tetas, au nord d'Antofagasta, à 3 h 15.

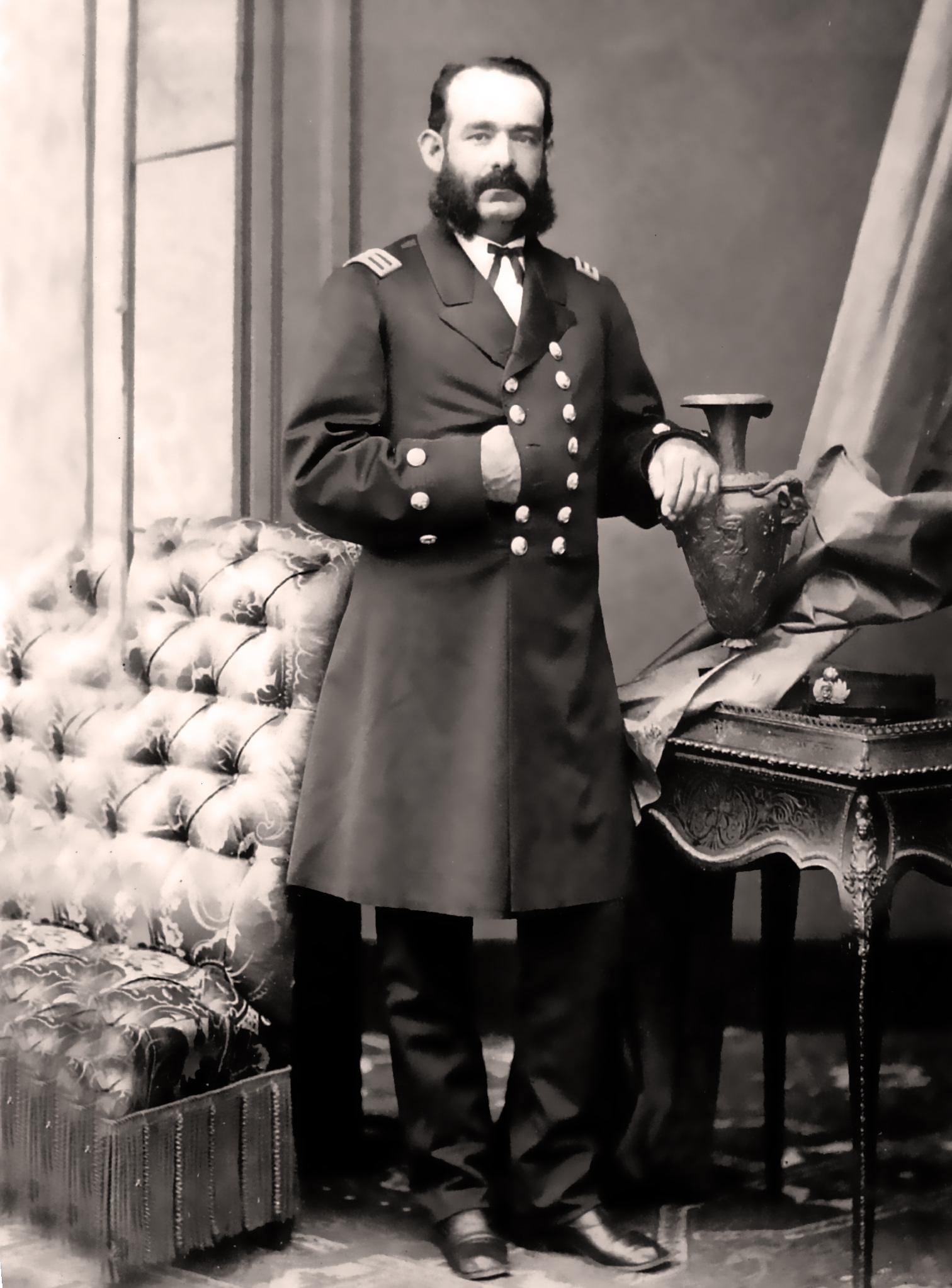
Miguel Grau Seminario

Le 20 septembre, un convoi de troupes de 2740 hommes avait quitté Valparaíso dans les transports Matías Cousiño, Toltén, Huanay, Maule Package, Santa Lucía et Limarí, escorté par la frégate blindée Almirante Cochrane, la corvette O'Higgins et les transports d'artillerie Amazonas et Loa. Tous ces navires avaient été récemment réparés. 
Le convoi est arrivé à Antofagasta le 25 et le débarquement a eu lieu à partir du 26, tandis que ce jour-là, le Almirante Cochrane est arrivé à Mejillones pour protéger le Blanco Encalada, qui était en maintenance dans ce port, contrairement aux autres navires chiliens qui l'avait effectué à Valparaíso. 
Le capitaine Galvarino Riveros Cárdenas, nouvellement nommé commandant en chef de l'escadre chilienne, était en voyage en Amazonie. Le commandant Riveros avait reçu le 17 septembre des instructions du gouvernement, signées par le ministre de l'Intérieur Domingo Santa María, d'entrer immédiatement à Arica - ville alors péruvienne - dans un délai de douze jours, puis de soutenir l'invasion du territoire péruvien.
Dans la nuit du 26 septembre, il y eut un conseil de guerre à Antofagasta présidé par Rafael Sotomayor, ministre de la guerre et de la marine en campagne. Lors de la réunion, il a été conclu qu'il était possible d'effectuer une expédition de l'armée en territoire péruvien avec toute l'équipe escortant le convoi. Deux divisions ont été formées: la 1re Division, sous le commandement de Riveros lui-même, composée des navires Blanco Encalada, Covadonga et Matías Cousiño et la 2e Division, sous le commandement du capitaine de frégate Juan José Latorre Benavente, composée du Almirante Cochrane, du O'Higgins et du Loa. Latorre avait été nommé, quelques jours auparavant, commandant du Almirante Cochrane et sa division étaient constituée des navires les plus rapides.
Le 28 septembre, le commandant Riveros a pris le commandement du Blanco Encalada en même temps que le capitaine Juan Esteban López, son commandant d'avant-guerre, ayant démissionné. Le même jour, le transport d'artillerie Amazonas a pris la mer de Mejillones, sous le commandement du capitaine de frégate Manuel Thomson pour se rendre au Panama traquer le transport péruvien Oroya, qui était connu pour se rendre au Panama pour récupérer une cargaison d'armes, ce pourquoi le capitaine Thomson n'était pas à la recherche du Huáscar. La nouvelle reçue le 30 étant que seul le Huáscar était à Arica.

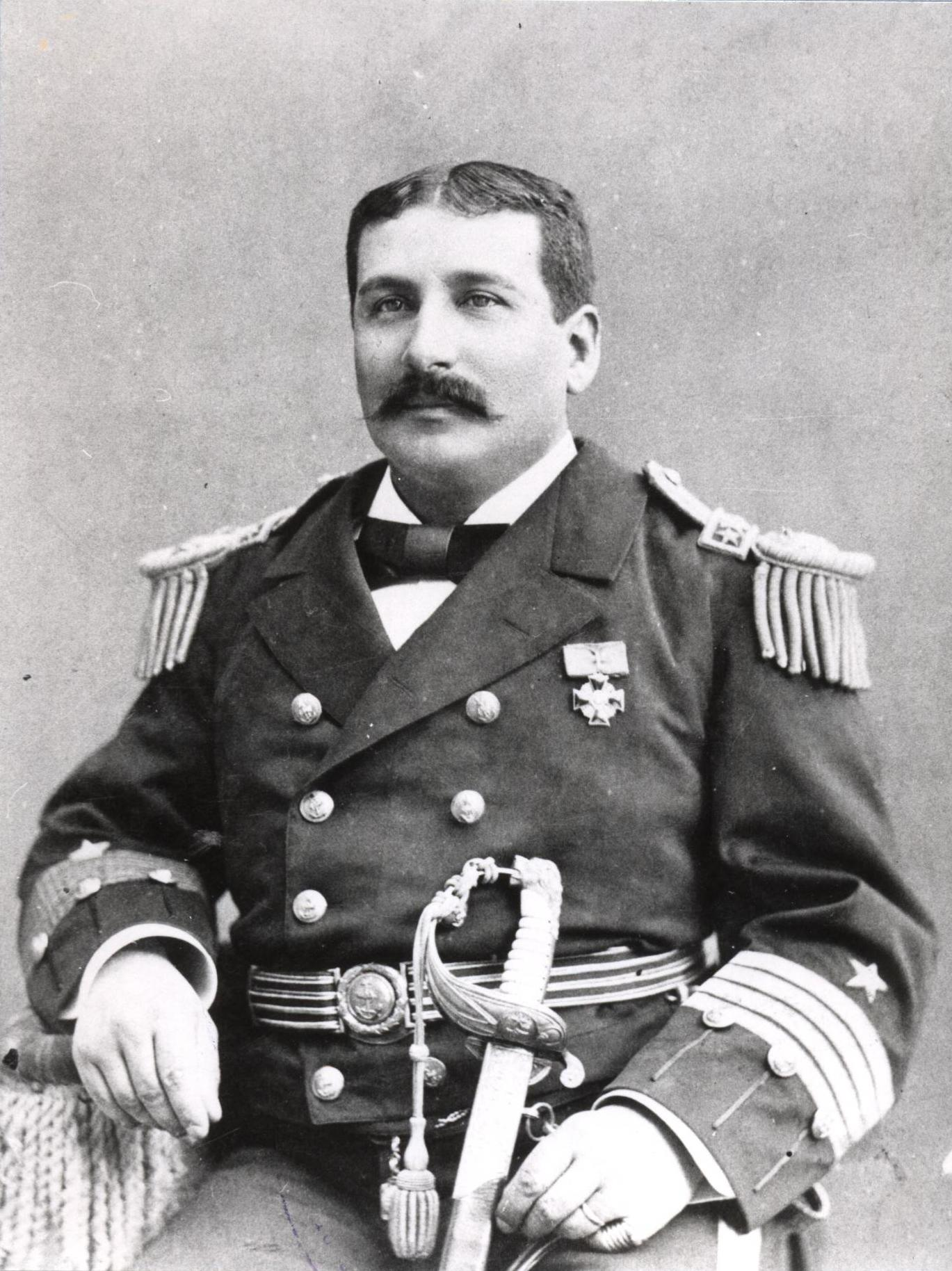
Juan José Latorre

Le mercredi 1er octobre, l'escadre chilienne s'est réunie à Mejillones et le commandant Riveros a tenu un conseil de guerre, où il a été convenu que l'escadre appareillerait le 2 octobre à 1 h 20, s'éloignerait de la côte et se rendrait à 50 milles de distance d'Arica. À ce stade, les bateaux à vapeur blindés, armés de torpilles à hampe, seraient préparés et l'escadre naviguerait derrière eux pour atteindre 6 miles du port, tandis que les bateaux protégés par la nuit tenteraient de torpiller les navires péruviens. Si l'attaque réussissait, l'escadre attaquerait le reste des navires et les batteries à terre. Si l'attaque échouait, les torpilleurs attaqueraient le Huáscar pendant que les autres navires de guerre attaqueraient les batteries. S'il n'y avait pas de navires, la 2e division devrait être envoyée avec le Matías Cousiño pour passer par le port péruviens de Callao à la recherche du Huáscar, tandis que le Blanco Encalada et le Covadonga retourneraient à Antofagasta.
L'escadre mis les voiles le 2 octobre comme prévu. Le 3, elle fut rejointe par le Loa qui apporta de Tocopilla la nouvelle que le Huáscar et l'Unión avaient quitté Arica emmenant des troupes à Iquique et ensuite, faisant route vers le sud, mais Riveros décida de poursuivre son plan. Les bateaux devaient attaquer le matin du 4, mais un incident sur le Blanco Encalada a retardé l'attaque d'un jour. 
Le 4 à 15 h 30, l'approche d'Arica commence, avec le Loa remorquant les torpilleurs pour l'attaque prévue le 5 à 2 h, mais les bateaux ne sont partis qu'à 3 h et de plus la distance à parcourir a été mal calculée ; les bateaux ne sont donc pas arrivés et Riveros a ordonné aux bateaux de rebrousser chemin à 5 h. Le port a toutefois été reconnu et la nouvelle a été obtenue de quelques pêcheurs que le Huáscar et La Unión étaient dans le sud. A 8 h, un nouveau Conseil de Guerre a eu lieu à bord du Blanco Encalada, déterminant que la 2e Division naviguerait directement vers Mejillones, au large des côtes, avec une escale à Tocopilla, tandis que la 1re Division devait retourner à Arica à 18 h et essayer de torpiller la canonnière Pilcomayo.

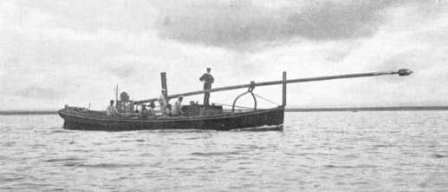
Torpilleur à hampe du XIXe siècle.

Or, le 5 octobre à 9 h 30, la canonnière péruvienne Pilcomayo avait quitté Arica sur ordre du président Mariano Ignacio Prado pour reconnaître l'escadre chilienne, ce qui a été fait à 10 h. Pendant ce temps, à 9 h 50, la canonnière Covadonga puis la corvette O'Higgins se séparent du convoi chilien et le O'Higgins  attaque le Pilcomayo à 10 km d'Arica, entre 10 h 30 et 11 h 30. Au cours de cette escarmouche le Pilcomayo a tiré 21 coups et le O'Higgins a riposté par 16 coups de canon. Riveros a renoncé à tenter de torpiller le Pilcomayo en raison du manque de confiance dans la puissance effective des torpilles. Les navires chiliens se sont rendus ensuite directement à Mejillones.
Dans la nuit du 6 au 7 octobre, la 2e Division de Latorre est arrivée à Mejillones et le 7 à 9 h 40, la 1re Division de Riveros a suivi. Un plan a été établi selon lequel la 1re Division devait longer la côte et la 2e Division devait marcher derrière elle et à 20 milles de la côte. Le 7 à 19 h, le ministre Sotomayor a envoyé un télégramme à Latorre, pensant que Riveros naviguait déjà vers Antofagasta, croisant devant Mejillones à une distance de 50 milles de la côte, afin qu'il se dirigent immédiatement pour croiser entre Iquique et Arica. Un conseil s'est réuni et Riveros a ordonné à Latorre de réduire la distance de 20 à 15 miles. Après la réunion, la 1re Division a navigué depuis Mejillones à 10 h avec la mission de patrouiller la baie d'Antofagasta. Une conversation télégraphique a été entamée entre Sotomayor et Latorre, décidant que la 2e Division ne s'éloigneraitait pas à plus de 20 milles de Mejillones et s'installerait plus tard au cap Paquica, à 10 milles au nord de Tocopilla, pour attendre le passage des navires péruviens jusqu'à la nuit du 10, après quoi elle se rendrait au nord, pour atteindre Iquique à l'aube du 11 et Arica le 12, tandis que le Blanco Encalada devait continuer son voyage vers Valparaíso.

La marine chilienne avait la certitude que la 1re division navale poursuivrait les navires péruviens en direction du nord et qu'ils seraient interceptés par la 2e division navale.

Les forces en présence - Marine du Pérou.
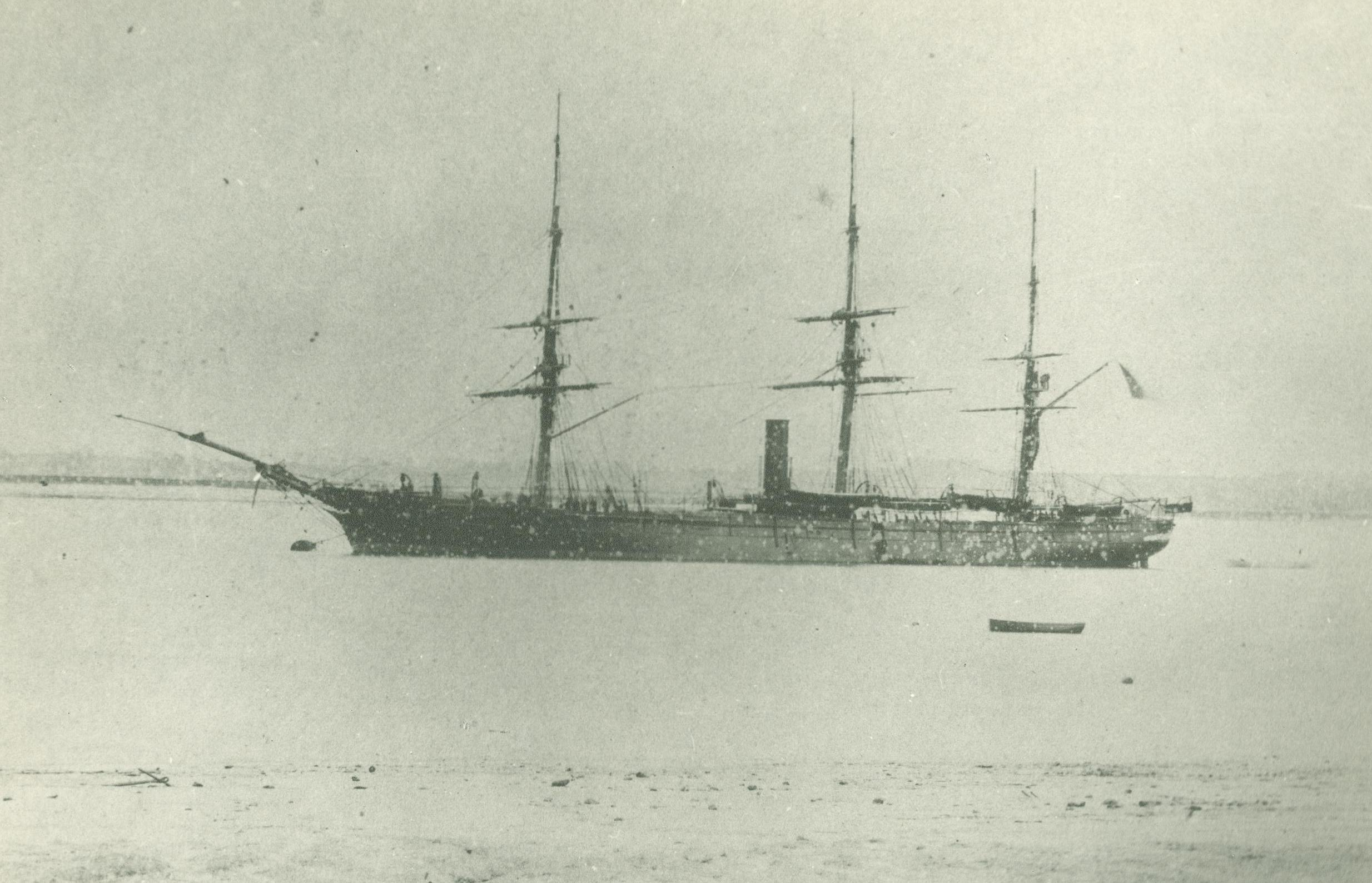
Corvette Unión - Marine de guerre du Pérou (1880)
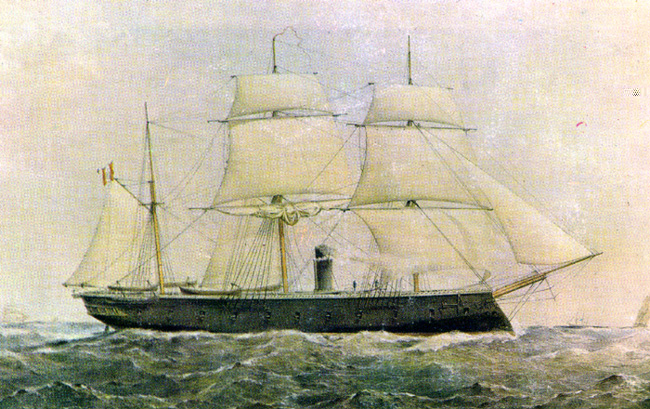
Frégate blindée Independencia - Marine de guerre du Pérou (1866)

Les forces en présence - Marine du Chili.
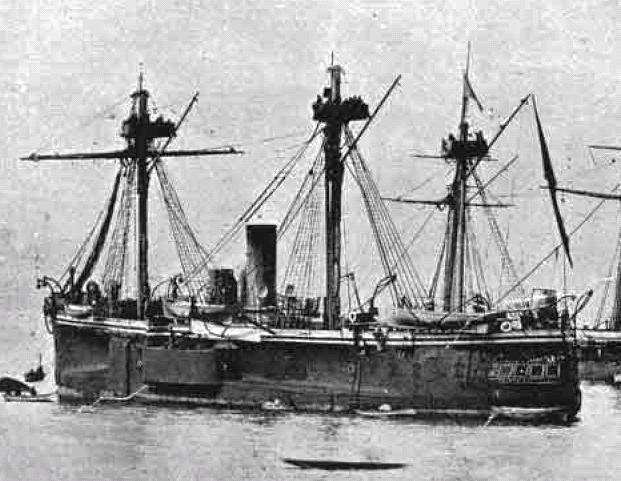
Frégate blindée Cochrane - Marine de guerre chilienne (1879)
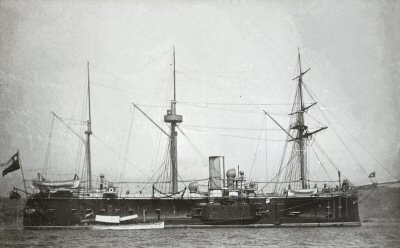
Frégate blindée Blanco Encalada - Marine de guerre chilienne (1879).
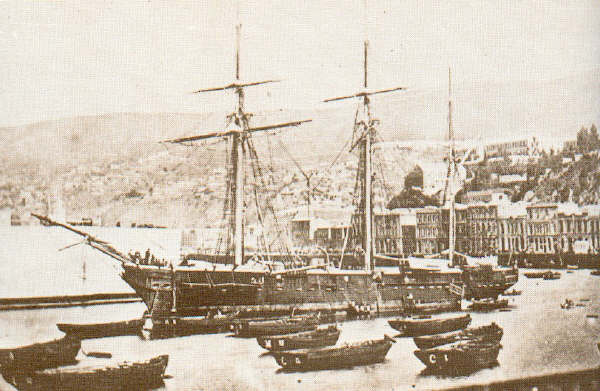
La corvette O'Higgins - Marine de guerre chilienne (1879).
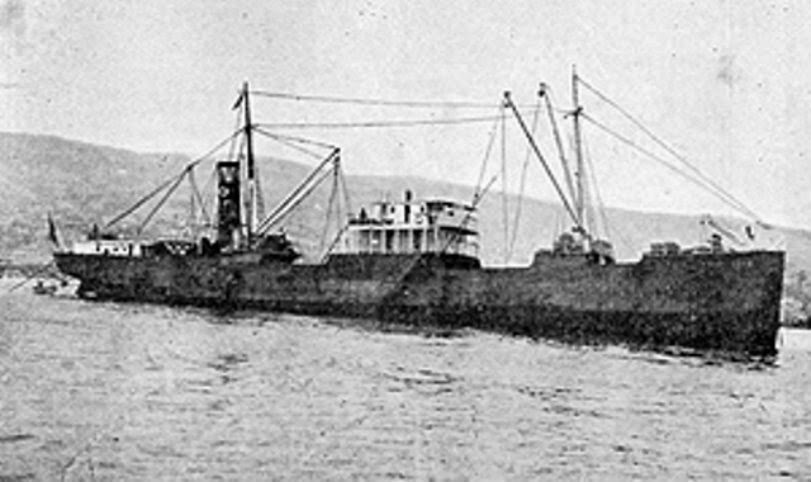
Le ravitailleur Matías Cousiño (1859).

### Forces en présences
L'issue de la bataille était principalement déterminée par l'habileté des commandants et de leurs équipages mais aussi par les caractéristiques techniques des navires confrontés. Les frégates blindées chiliennes Almirante Cochrane et Blanco Encalada étaient plus modernes et avaient un blindage deux fois plus épais que celui du Huáscar. Bien que le calibre des canons chiliens de 9 pouces était inférieur à celui des péruviens de 10 pouces, les obus chiliens étaient suffisant causer des dommages au moniteur péruvien, alors que les obus péruviens n'ont pas causé de dommages importants aux frégates chiliennes.
L'avantage du monitor reposait sur sa vitesse plus élevée qui lui avait permis d'effectuer ses raids, mais après les carénages et les réparations des chaudières effectuées sur les frégates chiliennes, le Cochrane pouvait égaler ou dépasser le Huáscar, alors que la frégate Blanco Encalada avec ses 9 nœuds n'aurait pas réussi à chasser l'insaisissable monitor.
Une autre option pour Grau était au moins d'endommager une des frégates avec son éperon, ce qu'il a tenté, mais le coup fut anticipé par les chiliens et n'a aboutit qu'a faire perdre de la vitesse au navire de Grau.
Le retrait opportun de l'Union était dicté par la raison, car il n'aurait pas réussi à battre les cinq navires chiliens et sa perte aurait laissé le Pérou désarmé pour la campagne navale suivante.

### Le raid sur leHuáscaret l'Unión

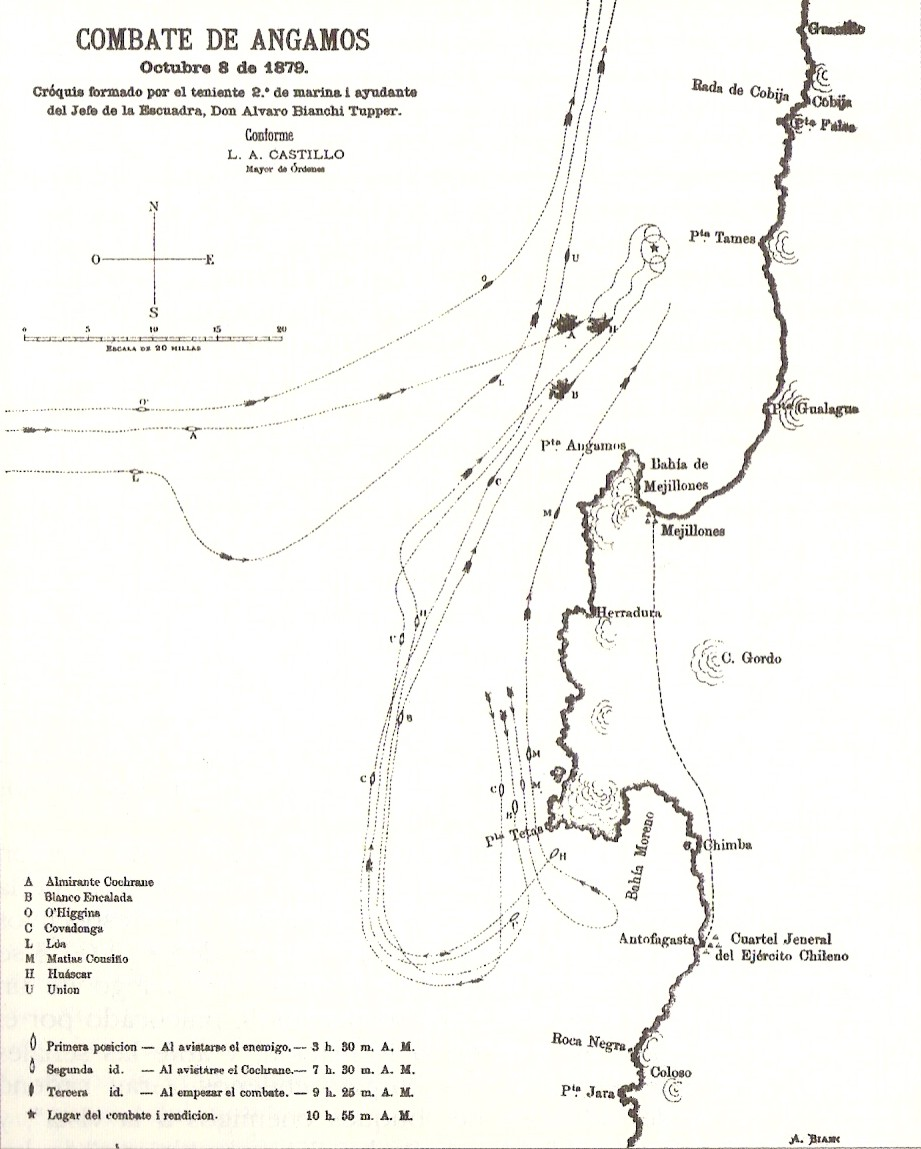
Croquis des mouvements avant le combat

À l'aube du mercredi 8 octobre, les navires de guerre péruviens naviguaient vers le nord. À 15 h 30, les navires péruviens Huáscar et Unión sont aperçus dans des directions opposées, sous le commandement du contre-amiral Grau. 
La 1re division navale chilienne (Blanco Encalada, Covadonga et Matías Cousiño), sous le commandement du commandant Riveros, essayant de bloquer leur chemin vers le nord. Identifié par les fumées de ses unités, Grau ordonna des manœuvres d'évitement. L'Unión a délibérément laissé échapper une grande quantité de fumée afin d'attirer les Chiliens vers lui. Le Blanco Encalada commandé par Riveros et La Covadonga par le capitaine Manuel Jesús Orella, commencèrent à le suivre, donnant ainsi au Huáscar le temps de se déplacer vers le nord. 
C'est à 5 h 40 que Grau identifia les navires qui le poursuivaient; le blindé Blanco Encalada, la goélette Covadonga et le Matías Cousiño et, notant que la distance, qui était de 6 milles, était maintenue ou augmentée, il ordonna de calquer sa vitesse sur la leur à environ 9 nœuds, tandis que la division Riveros naviguait entre 7,5 et 9 nœuds.
À 7 h 15, les navires péruviens repèrent trois autres fumées au nord-ouest, dans la même direction où naviguait la formation péruvienne : c'était la 2e division navale chilienne, à 22 milles, constituée du blindée Almirante Cochrane, de la corvette O'Higgins et du vaisseau de combat Loa. Grau a alors ordonné, à 8 h 30, d'accélérer, atteignant 10,75 nœuds et de mettre la proue au nord-est, mais le Almirante Cochrane a atteint 12 nœuds. Les navires péruviens avaient alors le passage à l'est fermé par la côte, au nord-ouest, par la division Latorre et au sud par la division Riveros, n'ayant d'autre choix que de forcer le passage vers le nord. Pour cette raison, le capitaine Aurelio García y García se rendant compte que la seule possibilité de s'échapper était du côté de son navire, beaucoup plus rapide et en tenant compte des instructions de guerre établies pour de telles circonstances, il a forcé l'Unión à s'éloigner du Huáscar et a observé comment ce navire faisait d'abord face au Almirante Cochrane.
Avant la fuite de l'Unión, Latorre, au moyen de signaux, ordonna aux navires chiliens O'Higgins et Loa de commencer leur poursuite, étant donné sa faible vitesse le O'Higgins abandonna rapidement, ordonnant au seul Loa de suivre la corvette. Le Loa, a réussi à quatre reprises à se ranger à côté de l'Unión dans l'espoir qu'il cesserait de répondre et donnerait ainsi l'occasion de réduire la distance au O'Higgins. Étant donné la grande distance qui séparait ces deux navires du O'Higgins, le commandant de la Loa a suspendu la poursuite afin d'attendre les instructions de Jorge Montt, commandant de la corvette chilienne, qui, à 19 h, a vu que la distance que l'Unión augmentait et qu'il s'échappait grâce à sa plus grande vitesse. L'Unión jeta l'ancre sans encombre à Arica - port alors péruvien - à l'aube du 9 octobre.

### Le combat duHuáscar

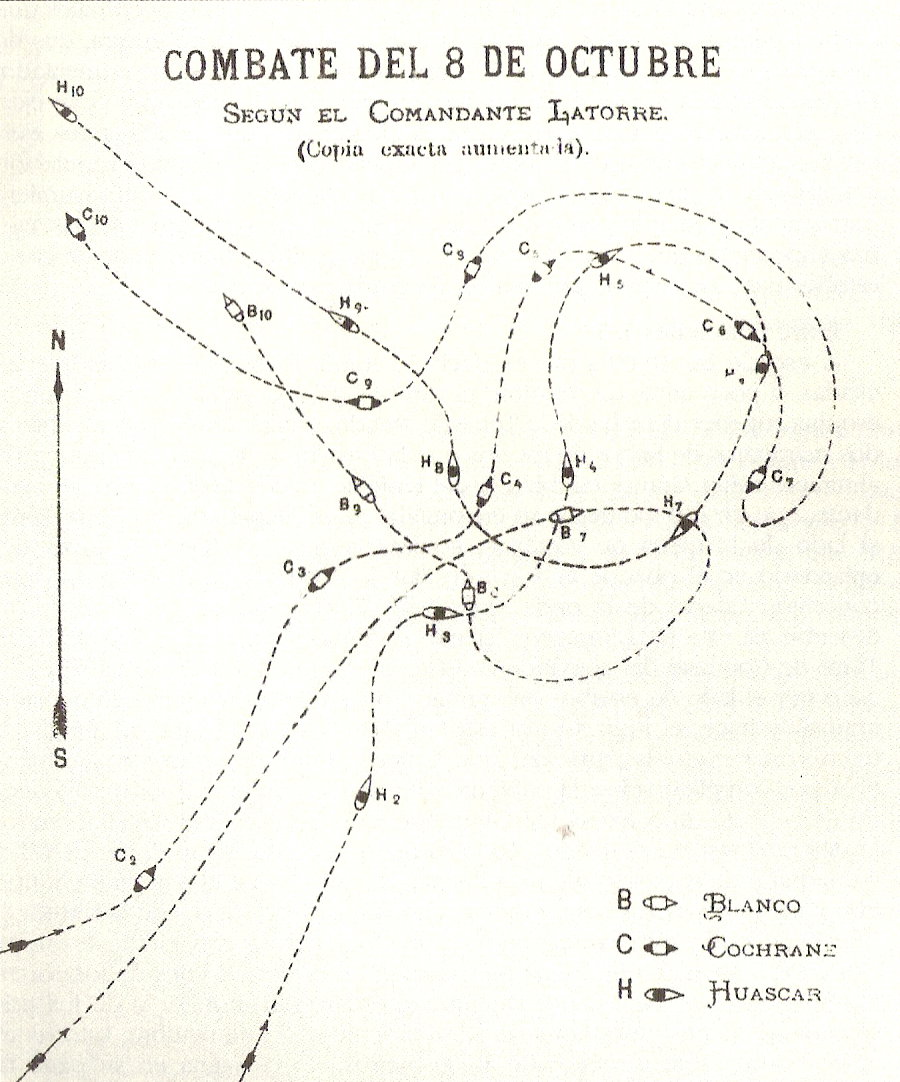
Schéma du combat d'Angamos.

À 9 h 40, le monitor Huáscar a ouvert le feu en tirant une salve de son artillerie principale sur la Almirante Cochrane à une distance de mille mètres. Cette salve n'a pas eu de riposte du Almirante Cochrane, qui a continué à s'approcher, tout comme le Blanco Encalada et le Covadonga. La salve suivante du Huáscar rebondit sur la mer et heurte le flanc tribord du Almirante Cochrane au-dessus de la ceinture blindée, entrant dans la cuisine, causant des dommages, tombant finalement sur le pont sans exploser. 
À 9 h 48, à une distance de 200 mètres, le Almirante Cochrane ouvre le feu avec ses canons de proue et de centre tribord. L'un de ces coups a frappé le gaillard d'avant du Huáscar jetant la figure de proue à la mer. Une riposte du Huáscar a frappé la batterie tribord du Almirante Cochrane  produisant une bosse dans le blindage.
À 9 h 50, des tirs plus précis du Almirante Cochrane percent le flanc du Huáscar sur la ligne de flottaison et blessent 12 artilleurs. Une autre munition perfore le bouclier sur la ligne de flottaison sur le même côté brisant la gouverne de direction de la barre. Sans gouvernail, le Huáscar vire à tribord, mais après 5 à 10 minutes, la manœuvrabilité est rétabli grâce au gouvernail de secours. 
À 10 h, un obus frappe le coin supérieur droit de la passerelle de commandement, perce son blindage et explose, tuant le contre-amiral Miguel Grau et par l'onde de choc, le 1er lieutenant Diego Ferré, qui communiquait avec Grau. C'est alors le deuxième commandant, le lieutenant-commandant Elías Aguirre Romero, qui se trouvait dans la tourelle d'artillerie, qui a pris le commandement. Le Huáscar a repris sa direction nord-est avec le Almirante Cochrane sur bâbord.
À 10 h 10, Latorre a observé que le pavillon du Huáscar était sur le pont et a ordonné de suspendre le feu, pensant que le navire se rendait. Cependant, le monitor a continué et en quelques minutes un marin non identifié a hissé le pavillon à nouveau. Plus tard, les officiers du navire chilien ont cru reconnaître le lieutenant Enrique Palacios.
À 10 h 15 le combat reprend, Latorre ordonne d'ouvrir le feu. À 10 h 22, le Blanco Encalada et le Covadonga se sont rapprochés à 200 m du flanc tribord du monitor et ont ouvert le feu.
Elías Aguirre dirigea ses tirs contre le Blanco Encalada et tenta de l'éperonner, mais le navire chilien esquiva le coup. À ce moment-là, un obus tiré par  depuis le Blanco Encalada perce la tourelle d'artillerie, explose à l'intérieur et tue presque tous les servants des deux pièces d'artillerie. Dans cette action, le capitaine de frégate diplômé Manuel Melitón Carvajal Ambulodegui a été blessé, qui a été emmené au local des machines pour que l'on s'occupe de lui. Le canon droit a été désactivé car l'explosion l'a endommagé. Des équipages de secours inexpérimentés ont été amenés à poursuivre le feu avec seulement le canon tribord de 254 mm.
Un obus tiré du Almirante Cochrane a percé la poupe du Huáscar, a traversé la chambre des officiers, la chambre du commandant, a endommagé le poste de commandement d'urgence, tuant toutes les personnes s'y trouvant. Lorsque le contrôle du gouvernail a été perdu, le Huáscar a commencé à faire un large cercle à tribord. Latorre a tenté d'en profiter, mais le Huáscar est passé librement devant la proue du Almirante Cochrane à 10 h 25. 
Le Blanco Encalada a également viré à tribord ce qui l'a conduit à se positionner dans la ligne de tir du Huáscar. À 10 h 29, il passe ainsi à 23 m de la poupe du Huáscar qui en profite pour lui tirer une bordée. Cette action a contraint le Almirante Cochrane à faire demi-tour vers bâbord pour éviter une collision avec le Blanco Encalada, s'éloignant à 1 200 m du Huáscar. Le Blanco Encalada a également voulu éviter la collision et s'est tourné vers tribord.

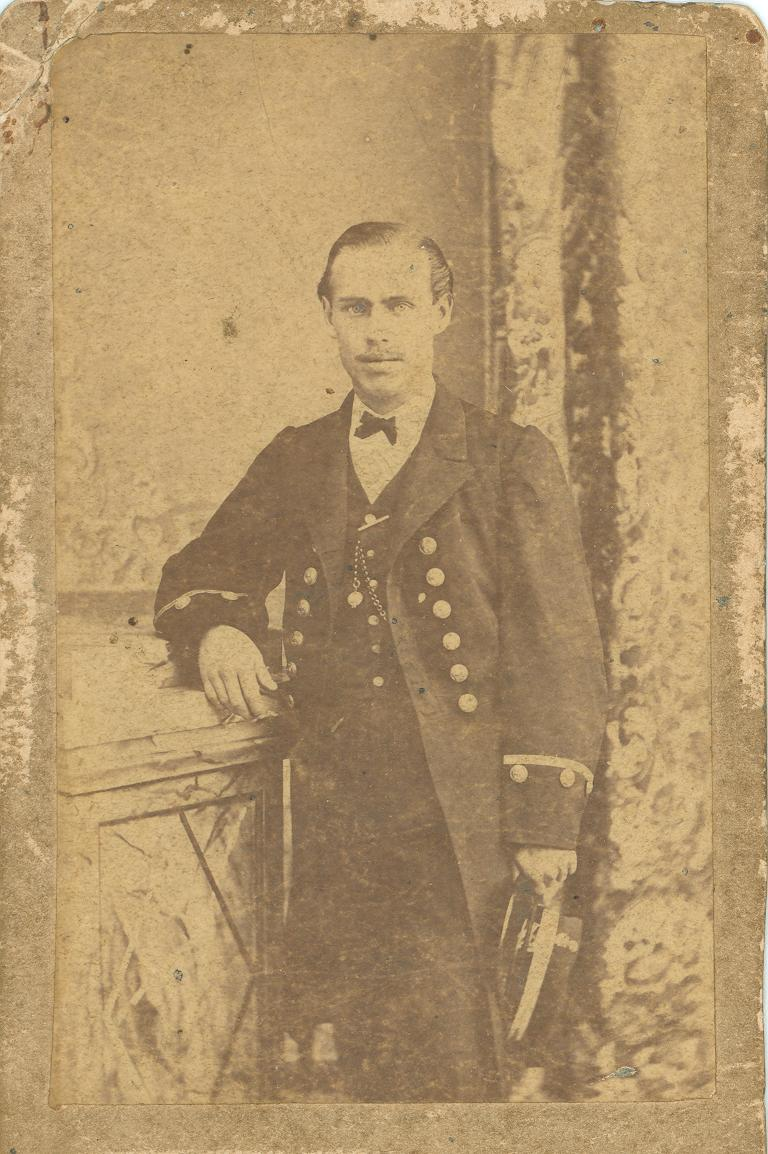
Le lieutenant-commandant Elías Aguirre Romero en 1865.

Elías Aguirre récupère la maîtrise du Huáscar au moyen du gouvernail de secours et se dirige vers la Almirante Cochrane. Latorre décide également d'éperonner le Huáscar, mais le monitor passe à bâbord et sa poupe passe à seulement 5 m devant la proue du Almirante Cochrane à 10 h 37.
Au cours de ces actions, les tirs étaient incessants des deux côtés, mais le Huáscar a eu une riposte limitée car il ne restait plus qu'un canon dans la tour d'artillerie. L'échange continu de tirs a causé de graves dommages et des pertes à bord du Huáscar.
À 10 h 40, les deux navires blindés chiliens se trouvent du côté bâbord du Huáscar. Un obus perce la tourelle d'artillerie et explose, blessant mortellement ses opérateurs, dont le commandant Aguirre.
De nombreux coups de feu percent la cheminée, dégageant de la suie et de la fumée, qui ont pénétré dans la chaufferie. Dans l'une des chaudières, l'eau a beaucoup chuté et tous ses tuyaux ont brûlé, produisant une grande fuite de vapeur. En parallèle, les tirailleurs ont tué 3 des 4 opérateurs de la mitrailleuse Gatling du Huáscar et le dernier est tombé sur le pont. Plusieurs tirs ont percé le blindage de la salle des machines qui lorsqu'elle a explosé, a tué plusieurs personnes et blessé d'autres, comme le chirurgien Santiago Távara et John Griffiths, commandant du voilier chilien capturé Coquimbo.
Le capitaine de frégate Melitón Carvajal blessé et le premier lieutenant José Melitón Rodríguez Pérez morts, le commandement du Huáscar est tombé aux mains du jeune premier lieutenant Pedro Gárezon Thomas, qui a pris le contrôle du navire à 10 h 48, alors qu'il était ingouvernable et très endommagé. De nouveaux incendies se sont déclenchés à bord, à la proue et dans la tour, avec une chaudière inutilisée, avec une partie de l'équipage morte ou blessée et avec seulement quatre officiers de guerre à bord, le lieutenant Gárezon a convoqué les sous-lieutenants Fermín Díez Canseco et Gervasio Santillana et l'enseigne de la frégate Ricardo Herrera, avec qui il a décidé de couler le navire plutôt que de le rendre. 
À 10 h 54, l'enseigne Herrera donne l'ordre au 1er ingénieur du navire, Samuel Mac Mahon, d'ouvrir les vannes pour inonder la salle des machines et le reste du navire. Mac Mahon évacue les blessés, arrête les machines et ouvre les vannes.

### La fin du combat

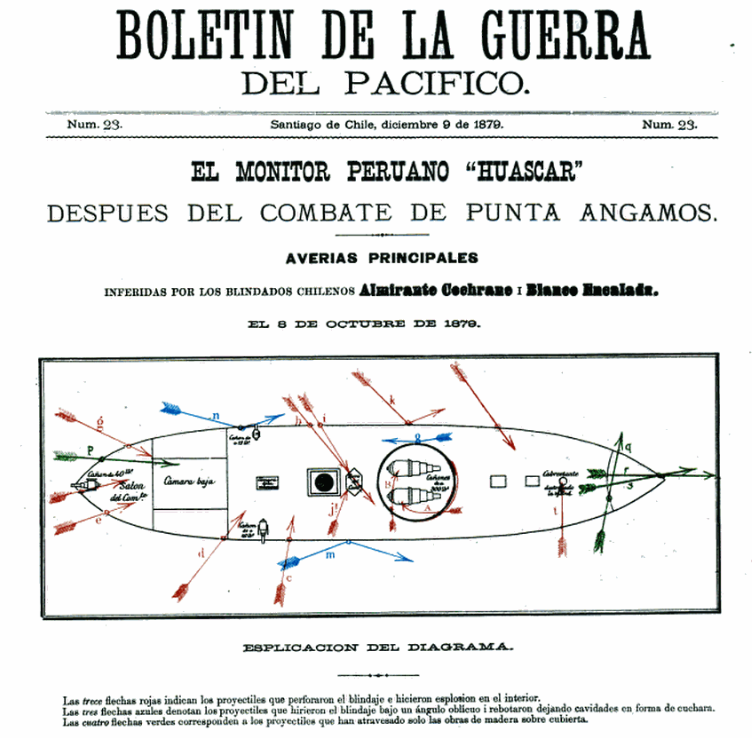
Les tirs sur le Huáscar, selon le "Bulletin of the Pacific War"

À 10 h 55, le Huáscar est encore l'objet de tirs intenses. Les navires de guerre chiliens, remarquant que la vitesse du Huáscar diminuait, rassemblèrent leurs équipes d'abordage. 
À 11 h 8, 14 à 20 marins sont montés à bord du Huáscar, sans rencontrer de résistance. Ils ont colmaté les fuites d'eau (avec 1,2 mètre d'eau dans la salle des machines) et éteints plusieurs incendies pendant que les prisonniers étaient transportés sur les navires chiliens. Le commandant par intérim Pedro Garezon a fait remarquer aux officiers chiliens que le drapeau était sur le pont avec sa chaîne qui avait été coupé par les tirs ennemis, ainsi le drapeau n'a jamais été abattu, et le navire ne s'est donc pas rendu.

### Épilogue
Après la capture de Huáscar , le lieutenant Pedro Gárezon a demandé à Simpson, le lieutenant chilien de Almirante Cochrane, de pouvoir rechercher le corps du contre-amiral Grau, qui n'avait pas encore été retrouvé. La recherche du corps de Grau a duré jusqu'à 17 h. La découverte a été faite par Gárezon lui-même parmi les restes détruits de la tour de commandement.
Une fois les incendies à bord du Huáscar maîtrisés, Riveros a nommé le capitaine de corvette Guillermo Peña commandant temporaire du Huáscar, aux commandes duquel il est arrivé à Mejillones le 8 octobre à 15 h. Le même jour, lorsque le combat avait commencé, le transport d'artillerie Copiapó avait reçu l'ordre de naviguer d'Antofagasta à Mejillones avec des chirurgiens et d'autres articles de secours. Le 9 à 11 h 15, le O'Higgins et le Loa ont jeté l'ancre à Mejillones.
Le lendemain, les honneurs funèbres ont été célébrés en l'honneur des morts du monitor Huáscar, en présence du ministre de la Guerre Rafael Sotomayor, du général en chef Erasmo Escala, du chef d'état-major Emilio Sotomayor, du commandant en chef de l'escouade Galvarino Riveros Cárdenas, les commandants des navires d'escadron et de hautes personnalités. Ils formèrent les bataillons Chacabuco et Zapadores sous le commandement de leurs commandants respectifs. Les troupes du bataillon Chacabuco ont rendu les honneurs au commandant Grau et à chacun des officiers et membres d'équipage tués au combat. 
Le Huáscar a subi des réparations temporaires. Il est arrivé à Valparaíso le 20 octobre, après des escales à Chañaral, Caldera, Huasco et Coquimbo.
Les marins péruviens du monitor Huáscar, Elías Aguirre Romero et Diego Ferré morts au combat naval d'Angamos sont des héros dans leur région d'origine, Lambayeque.